# Stamford Bridge (estadio)
El Stamford Bridge es un estadio de fútbol levantado en el distrito de Hammersmith y Fulham, en Londres (Inglaterra), y es el campo del Chelsea Football Club. El estadio se encuentra ubicado en el área urbana de Walham Green y es apodado como The Bridge por los seguidores del club. La capacidad del estadio es de 41 841 espectadores, lo que lo convierte en el décimo estadio con mayor capacidad de la Premier League.
Inaugurado en 1877, el estadio fue inicialmente construido para que fuera utilizado por el Fulham, pero este no aceptó, lo que obligó a fundar un equipo de fútbol específico, el London Athletics Club, que lo usó hasta 1905, cuando el nuevo propietario Henry Augustus Mears refundó el mencionado equipo con el nombre de Chelsea Football Club. El Chelsea ha jugado como local en este estadio desde aquel entonces. El estadio ha sido remodelado numerosas veces, siendo la más reciente en la década de los 90, cuando fue convertido en un moderno estadio con asientos individuales.
Además de ser ocupado por el Chelsea, el estadio ha sido usado en algunas ocasiones por la Selección de Inglaterra para partidos internacionales y como sede de semifinales y finales de FA Cup y encuentros de Charity Shield. También ha sido utilizado para otros deportes, como el cricket, el rugby, el béisbol, carreras de galgos, speedway, boxeo y fútbol americano. La mayor asistencia oficial en el estadio fue el 12 de octubre de 1935, cuando 82 905 personas presenciaron un encuentro entre el Chelsea y el Arsenal FC, la cual es la segunda mayor asistencia que se ha dado en un encuentro de la liga inglesa.

## Historia

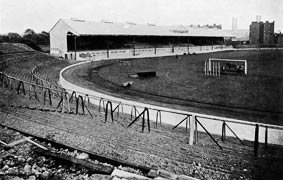
Stamford Bridge en agosto de 1905.

El nombre "Stamford Bridge" es una alteración de la palabra "Samfordesbrigge" que significa «el puente en el vado de arena». Mapas del siglo XVIII muestran un arroyo corriendo a lo largo de la ruta de lo que ahora es una línea de ferrocarril atrás de la Gradería Este como un afluente del Río Támesis. La parte alta de este afluente se ha conocido con diversos nombres, tales como "Billingswell Ditch", "Pools Creek" y "Counters Creek". En la era medieval, el arroyo era conocido con el nombre de "Billingwell Dyche", derivado de «Billing's spring or stream». Esto formó el límite entre los distritos de Kensington y Fulham. Durante el siglo XVIII, el arroyo era conocido con el nombre de "Counter's Creek", el cual se ha mantenido hasta el día de hoy.
En el arroyo había dos puentes: el "Puente Stanford" en Fulham Road —también recordado como el "Pequeño Puente Chelsea"— y el "Stanbridge" en King's Road, ahora conocido como el "Puente Stanley". 
El estadio lleva el nombre en recuerdo de la famosa Batalla de Stamford Bridge que se libró el 25 de septiembre de 1066.

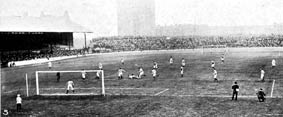
Chelsea vs West Bromwich Albion en Stamford Bridge el 23 de septiembre de 1905; Chelsea ganó 1-0.

El Stamford Bridge se inauguró en 1877 como el estadio del London Athletics Club y fue utilizado casi exclusivamente para ese fin hasta 1904, cuando el contrato de arrendamiento fue adquirido por los hermanos Gus y Joseph Mears, quienes querían el estadio para que en él se disputarán partidos de fútbol. Sin embargo, previo a esto, en 1889, el Stamford Bridge fue sede del Campeonato Mundial de Shinty entre el Beauly Shinty Club y el London Camanachd. El estadio fue construido cerca del Puente Lillie, un antiguo campo de deportes que había acogido la final de la FA Cup en 1873 y la primera de boxeo de aficionados (entre otras cosas). En un principio se había ofrecido el terreno al Fulham Football Club, pero este lo rechazó. Se consideró la posibilidad de vender el terreno a la compañía ferroviaria Great Western Railway Company, quienes querían utilizar el terreno para depositar carbón en él, pero a último hora Gus decidió fundar su propio club de fútbol, el Chelsea Football Club, para ocupar el terreno como rival del Fulham. Gus contrató al arquitecto Archibald Leitch para construir el Stamford Bridge. Este arquitecto también diseñó los estadios Ibrox, Celtic Park, Craven Cottage y Hampden Park, entre muchos otros.
El Stamford Bridge tenía una capacidad oficial de alrededor de 100 000 aficionados, haciéndolo el segundo estadio con mayor capacidad de Inglaterra, después del Selhurst Park del Crystal Palace. Como fue originalmente construido, el Stamford Bridge fue una pista de atletismo y un campo de fútbol, que fue inicialmente ubicado en el centro de la pista de atletismo. Esto significa que los espectadores estaban separados del terreno de juego por todos los lados de la anchura de la pista de atletismo y, por los lados norte y sur, la separación era especialmente grande, porque los lados de la pista de atletismo superaban considerablemente la longitud del campo de fútbol. El estadio solamente tenía una gradería en el lado oeste del terreno con una capacidad de 5000 espectadores. Construida por Archibald Leitch, la gradería era similar a la Gradería Johnny Haynes que previamente había construido en el Craven Cottage —la principal razón por la cual el Fulham decidió no mudarse al Stamford Bridge—. Los otros lados estaban abiertos como un tazón gigante y miles de toneladas de material excavado durante la construcción del Piccadilly Line proveyeron terrazas altas para los espectadores que estuvieran de pie a la intemperie en el lado oeste del terreno.
En 1945, el Stamford Bridge fue sede de uno de los partidos más destacados en su historia. El equipo del Dinamo Moscú, campeón de la Unión Soviética, fue invitado al Reino Unido al término de la Segunda Guerra Mundial y el Chelsea fue el primer equipo que se enfrentó a ellos. Un estimado de 100 000 personas presenciaron un emocionante empate a 3-3 entre los dos equipos, con cientos de espectadores en la pista de carreras o en los techos de las graderías.

### Crisis
La construcción de la Gradería Este —la cual aún conserva su lugar en el estadio— en 1973 como parte de un plan para crear un estadio de 60 000 asientos se añadió a los males del club. El proyecto fue descrito como «el más ambicioso jamás emprendido en el Reino Unido». Coincidió con la crisis del petróleo y fue azotado por los retrasos, huelgas de los constructores y la escasez de materiales, lo que hizo que el costo de la construcción se saliera de control, elevando la deuda del club, la cual ascendió hasta £4 millones en 1977. Como resultado de ello, entre agosto de 1974 y junio de 1978 el club no pudo contratar a un solo jugador, por lo que Ken Bates compró al club por la increíble suma de £1 en 1982, aunque por razones que siguen siendo controvertidas no compró el SB Properties, la empresa que era dueña de la plena propiedad de Stamford Bridge. El declive del equipo fue acompañado por una disminución de asistencias al estadio por problemas con la fanaticada del equipo, quienes se salían de control, causando daños al estadio —el límite entre la pasión y el hooliganismo se estrechaba peligrosamente en esos días—. Los fines de los años 70 y el comienzo de los años 80 fueron la edad de oro de las fanaticadas del fútbol inglés; el Chelsea poseía su propia fanaticada, los Chelsea Headhunters, quienes fueron particularmente conocidos por su violencia, por su relación con grupos políticos extremistas y por arruinar al club a lo largo de los siguientes años. Es por esto que durante la temporada 1984-85, Bates erigió un cercado eléctrico entre las graderías y el terreno de juego —similar a las que se erigen en las granjas de ganado—. Sin embargo, el cercado nunca fue encendido, ya que el Consejo del Gran Londres lo prohibió por razones de salud y seguridad.
Cuando Bates compró al Chelsea en 1982 sólo compró al club y no a SB Properties, empresa que era dueña de la plena propiedad del Stamford Bridge; el club y el estadio se habían separado en una reestructuración financiera durante la década de los 70. Bates inicialmente estuvo de acuerdo con un arrendamiento de 7 años que mantendría al Chelsea en Stamford Bridge mientras se decidía su futuro.
Según Bates, él y David Mears, el accionista mayoritario de SB Properties, se dieron la mano en un acuerdo que vería al Chelsea adquirir la participación de Mears en SB Properties por $450 000. Sin embargo, Bates descubrió más tarde que Mears estaba en conversaciones con el propietario del Crystal Palace, Ron Noades, con el fin de mover al Chelsea de Stamford Bridge y trasladarlo al Selhurst Park para compartir el estadio con el Crystal Palace. Posteriormente, Mears y Lord Chelsea vendieron sus acciones de SB Properties a los promotores inmobiliarios Marler Estates, entregando una participación a Marler del 70%.
Durante la próxima década, Bates libró una guerra contra Marler por la adquisición de una participación minoritaria en SB Properties, iniciando una serie de demandas judiciales y maniobras dilatorias destinadas a llevarlos hacia abajo. También puso en marcha la campaña llamada «Save the Bridge» con el fin de obtener los £15 millones necesarios para obtener la plena propiedad de Marler. Marler, a su vez, presentó varios planes que veían al Chelsea fuera de Stamford Bridge. David Bulstrode, presidente de Marler, propuso una fusión entre el Fulham FC y el Queens Park Rangers con el Chelsea y, a continuación, su traslado al estadio del Queens Park Rangers, el Loftus Road. En marzo de 1986, los planes de Marler para remodelar Stamford Bridge sin el Chelsea fueron aprobados por el Consejo de Hammersmith y Fulham, aunque el consejo cambió de idea cuando el Partido Laborista tomó el control del mismo en mayo del mismo año. En diciembre de 1987, en un «momento de decisión trascendental», los planes del propio Bates para transformar a Stamford Bridge en un estadio de fútbol moderno fueron aprobados por el Comité de Planificación del Consejo.
Sin embargo, se le notificó al Chelsea su salida de Stamford Bridge, luego de que el contrato de arrendamiento haya expirado en 1989. No obstante, Cabra Estates, la cual adquirió a Marler en 1989, se fue a la quiebra durante la caída del mercado inmobiliario en 1992. Esto permitió a Bates llegar a un acuerdo con sus acreedores, el Royal Bank of Scotland, para así poder reunir la plena propiedad con el club. Esto llevó a la creación de la organización Chelsea Pitch Owners, una organización sin ánimo de lucro que en 1997 adquirió la plena propiedad del estadio, los derechos del nombre del club y el terreno para asegurar que ningún promotor inmobiliario tratara de adquirir el Stamford Bridge otra vez.
Cuando el Informe Taylor fue publicado en enero de 1990 luego de la Tragedia de Hillsborough, se le ordenó a todos los clubes que sus estadios tuvieran asientos individuales para la temporada 1994-95. El plan del Chelsea para un estadio de 34 000 asientos fue aprobado por el Consejo de Hammersmith y Fulham el 19 de julio de 1990. La reconstrucción del Stamford Bridge comenzó de nueva cuenta y las sucesivas fases de construcción durante la década de los 90 eliminaron la pista de atletismo. La construcción de la Gradería Este en 1973 había iniciado el proceso de eliminación de la pista. Todas las graderías, ahora techadas y con asientos individuales, fueron acercadas más al terreno de juego con la intención de concentrar y capturar el ruido de los aficionados. Ahora los sonidos son más fuertes que cuando los aficionados estaban más dispersos en graderías que no tenían techo y eran más amplias, aunque la capacidad del estadio disminuyó en más de la mitad. KSS Design Group, quienes se encargaron de la remodelación, añadieron muchas características adicionales al complejo, incluyendo dos hoteles, apartamentos, bares, restaurantes, el Chelsea Megastore, y una atracción interactiva denominada Chelsea World of Sport. La intención era que estas instalaciones proporcionaran ingresos adicionales al club, pero tuvieron menos éxito del que se esperaba y antes de que Román Abramóvich comprara al club en 2003 y adquiriera la deuda asumida para financiar dichos proyectos, fueron unos de los principales problemas financieros del club.

## Otros eventos
El Stamford Bridge también ha sido utilizado para otros eventos deportivos desde 1905. Fue sede de tres finales de FA Cup desde 1920 hasta 1922. También fue sede de diez semifinales de FA Cup, diez encuentros de Charity Shield y tres encuentros internacionales de la Selección de Inglaterra —el último en 1932—. También se disputó en este estadio un encuentro internacional no oficial entre Inglaterra y Suiza en 1946. También fue el estadio del equipo representativo Londres XI, que participó en la Copa de Feria de 1955-58. El equipo disputó el encuentro de ida de la final en Stamford Bridge ante el FC Barcelona, empatando a 2-2, aunque el equipo español se llevaría la victoria por 6-0 en el partido de vuelta en Camp Nou.
Próximamente será la sede de un concierto de Bring Me the Horizon a fines del 2017.
- Resultados de finales de FA Cup disputadas en Stamford Bridge:

| Año  | Asistencia | Campeón           |     | Subcampeón              |
| ---- | ---------- | ----------------- | --- | ----------------------- |
| 1920 | 50.018     | Aston Villa       | 1–0 | Huddersfield Town       |
| 1921 | 72.805     | Tottenham Hotspur | 1–0 | Wolverhampton Wanderers |
| 1922 | 53.000     | Huddersfield Town | 1–0 | Preston North End       |

El Stamford Bridge también acogió una gran cantidad de eventos deportivos luego de que el Chelsea se apropiara del estadio. En octubre de 1905, se organizó un encuentro de rugby entre los All Blacks de Nueva Zelanda y el Middlesex, y en 1914 el estadio fue sede de un encuentro de la Major League Baseball entre los New York Giants y los Chicago White Sox. También se disputó el campeonato mundial peso mosca entre Jimmy Wilde y Joe Conn en 1918. La pista también fue utilizada para carreras de speedway entre 1928 y 1932, carreras de galgos entre 1937 y 1968 y carreras de coches enanos en 1948. En 1980, el Stamford Bridge fue sede del primer encuentro de cricket en el Reino Unido disputado de noche con reflectores entre el Essex y el West Indies. También acogió brevemente un equipo de fútbol americano, los London Monarchs, quienes ocuparon este estadio para sus encuentros como locales durante la temporada 1997.

## Graderías

### Gradería Matthew Harding
- Capacidad: 10 884 espectadores.

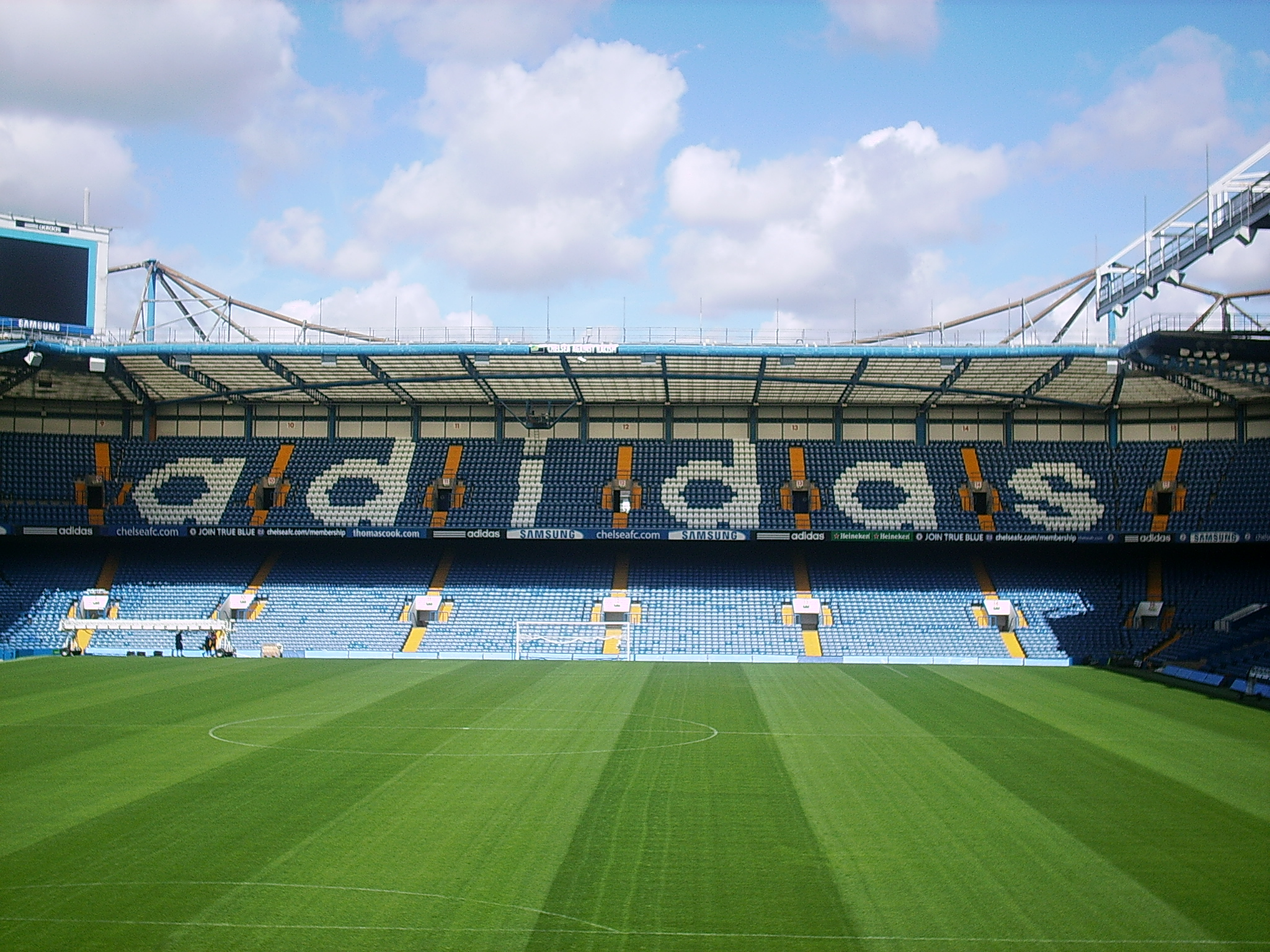
La Gradería Matthew Harding.

La Gradería Matthew Harding, anteriormente conocida como la Gradería Norte, abarca lo largo del extremo norte del terreno de juego. En 1939, una pequeña gradería con asientos se erigió en la parte norte del estadio. Originalmente se planeó que abarcara todo el extremo norte, pero el estallido de la Segunda Guerra Mundial obligó al club a mantener a la gradería en su forma original. Luego, fue demolida y reemplazada por terrazas abiertas para los aficionados en 1976. La Terraza Norte fue cerrada en 1993 y la actual Gradería Norte de dos niveles —la Gradería Matthew Harding— fue construida después.
Esta gradería fue llamada así en honor al ya fallecido popular director financiero del club Matthew Harding, quien transformó el club a principios de los años 90 antes de su muerte en un accidente de helicóptero el 22 de octubre de 1996. Su considerable inversión en el club permitió la construcción de la gradería que se completó antes de la temporada 1996-97. Tiene dos niveles y la que contiene la mejor vista al campo de juego, lo que le confiere una atmósfera de entusiasmo, sobre todo en el nivel inferior. Cualquier propuesta para ampliar la gradería requeriría la demolición del adyacente museo "Chelsea World of Sport". Para algunos encuentros de Liga de Campeones de la UEFA, esta gradería opera en menor capacidad, ya que algunas entradas son obstruidas por vehículos de canales televisivos.
Esta gradería figura en la portada del álbum "Sing When You're Winning" del cantante británico Robbie Williams.

### Gradería Este
- Capacidad: 10 925 espectadores.

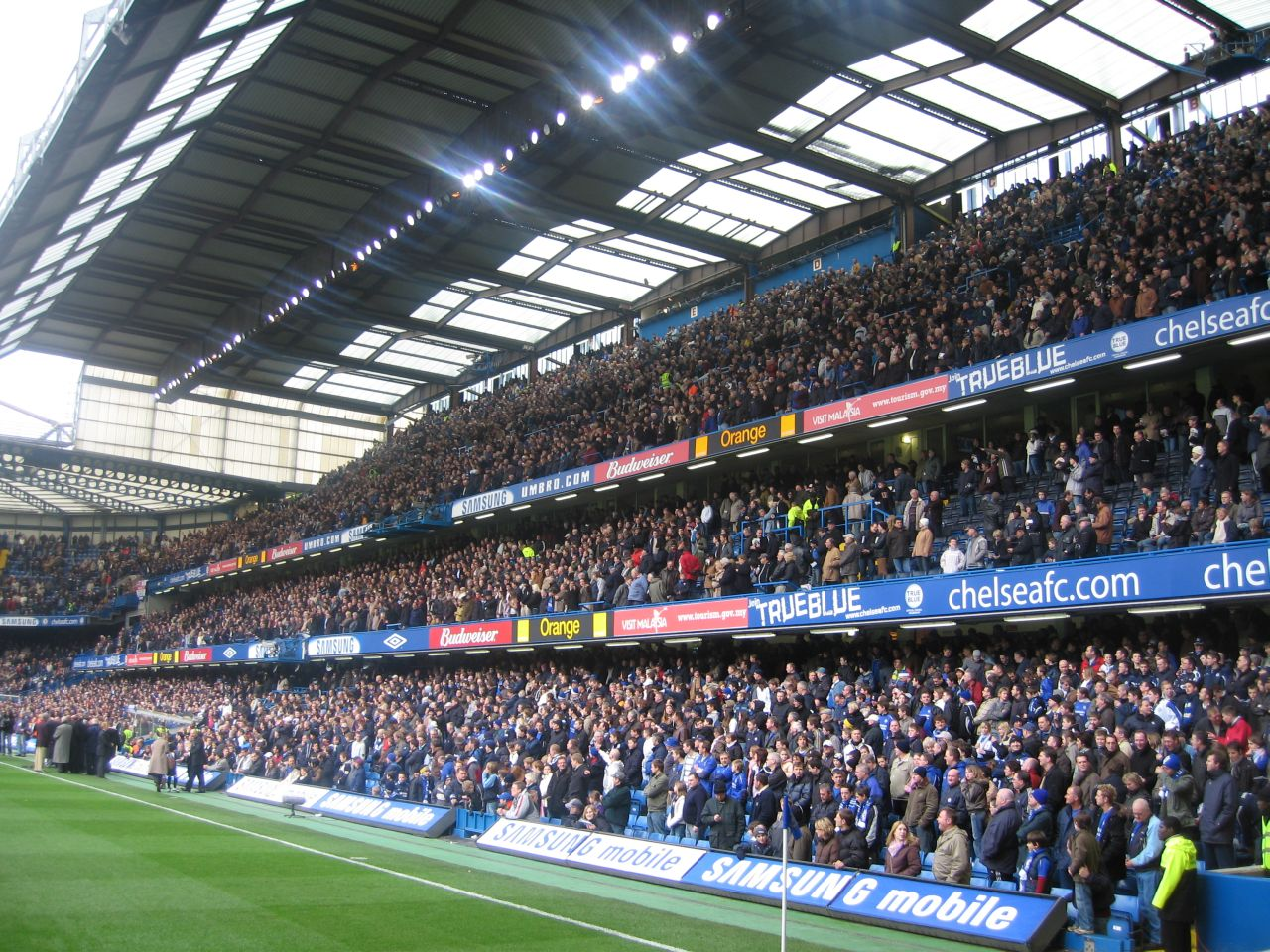
La Gradería Este

La nueva Gradería Este fue construida en 1973, originalmente concebida como el inicio de una remodelación completa del estadio que fue abandonada cuando el club se vio en dificultades financieras. Esta gradería esencialmente sobrevive en su forma de tres niveles en voladizo que se le dio en 1973, aunque ha vivido numerosas remodelaciones desde entonces.
La más antigua de pie, la Gradería Este está ubicada a lo largo del lado este del campo. La gradería tiene 3 niveles y es el corazón del estadio, ya que en su nivel inferior se encuentran el túnel por donde los jugadores ingresan al terreno de juego, los banquillos, los vestidores, la sala de conferencias y el centro de prensa. El nivel medio está ocupado por algunas de las comodidades que ofrece el estadio, tales como salas de estar, clubes y palcos vip. El nivel superior proporciona a los espectadores una de las mejores vistas en el estadio, además de que en este nivel se encuentra la caja para los comentaristas. Esta es la única gradería que ha sobrevivido a la intensa remodelación de los años 90. Anteriormente, el nivel inferior era el lugar designado para los aficionados de otros equipos, sin embargo, al comienzo de la temporada 2005-06, el entonces entrenador del equipo José Mourinho solicitó el traslado de la sección familiar a este nivel de la gradería para incrementar la moral del equipo, mientras que a los aficionados del equipo contrario se les asignó el Shed End.

### The Shed End
- Capacidad: 6831 espectadores.

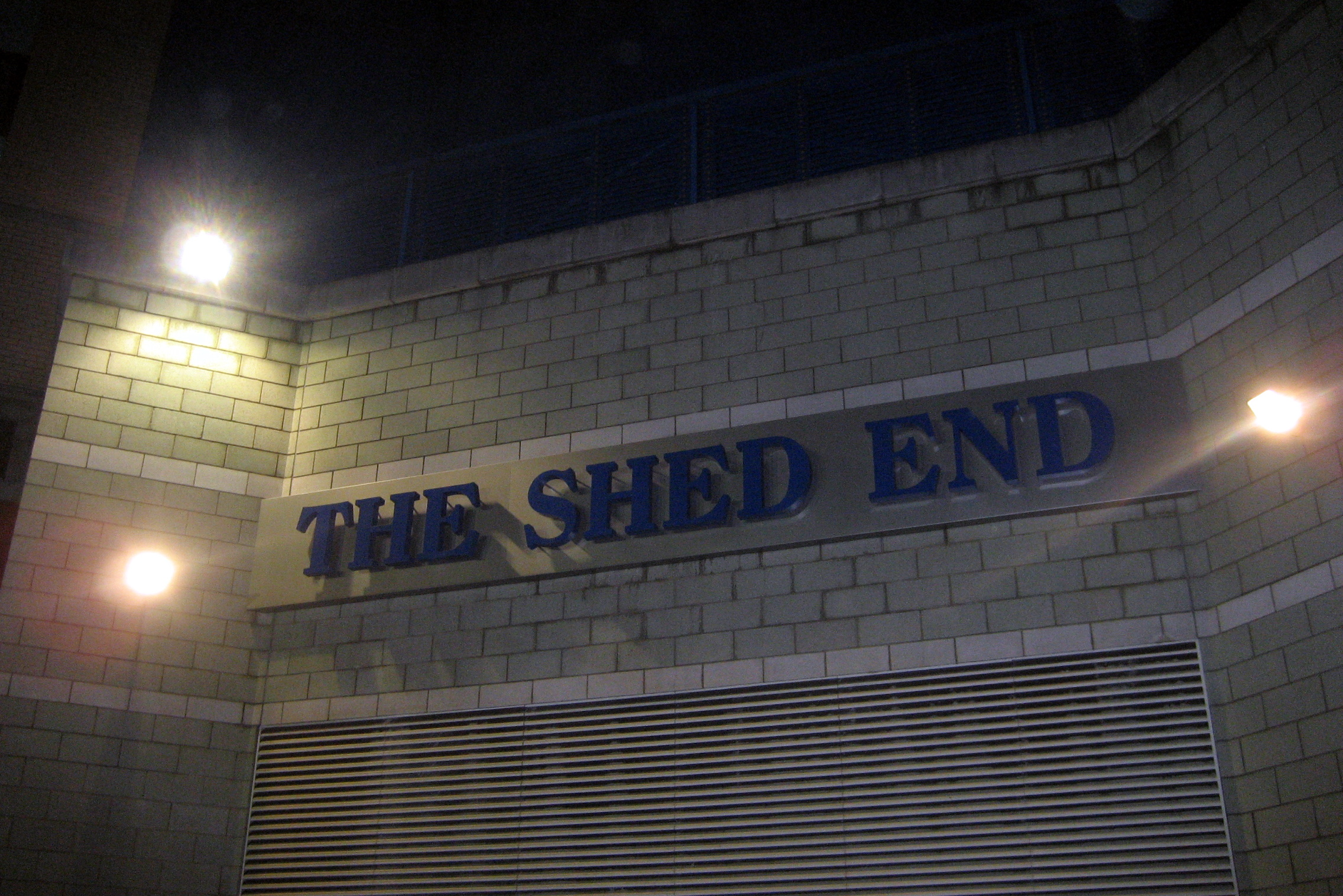
El Shed End.

El Shed End está situado a lo largo de la parte sur del campo. En 1930, una nueva terraza se construyó en el lado sur para los espectadores de pie. Era conocida originalmente como el Fulham Road End, pero los aficionados la apodaron como The Shed End y esto le permitió al club cambiar de manera oficial su nombre. No se sabe el origen exacto del nombre, pero el hecho de que el techo parecía un cobertizo de chapa jugó un papel importante. Esta gradería se convirtió en la más favorecida, ya que contaba con el más ruidoso y leal apoyo de los aficionados, hasta que fue demolida en 1994 cuando por ley se decretó que todos los estadios debían tener asientos individuales como medida de seguridad luego del Informe Taylor a raíz de la Tragedia de Hillsborough. Sin embargo, la gradería construida en su reemplazo siguió siendo conocida con el mismo nombre.
Se abrió a tiempo para la temporada 1997-98 y junto con la Gradería Matthew Harding es el lugar en donde los aficionados que más gritan se congregan. La vista desde el nivel superior es ampliamente considerada como una de los mejores en el estadio. La gradería también cuenta con el Museo del Centenario y un monumento conmemorativo en donde las familias de fallecidos jugadores del club pueden dejar un permanente recuerdo de sus seres queridos con indicaciones de su eterno apoyo para el club. Una gran parte de la gradería original todavía permanece y está situada a lo largo de la parte sur del estadio y recientemente fue decorada con luces e imágenes grandes de leyendas del Chelsea. Desde el 2005, esta gradería es el lugar designado para los aficionados del equipo contrario, quienes cuentan con 3000 lugares hacia el lado este de la gradería, lo cual es aproximadamente la mitad de esta.
En su nivel inferior se encuentra el "Salón del Centenario", en el cual se llevan a cabo ceremonias del club, además de que en su exterior se encuentran los Hoteles Millennium & Copthorne, siendo este último la cara principal de la gradería. Las cenizas del fallecido exjugador Peter Osgood fueron colocadas debajo del punto penal que se encuentra situado frente a la gradería en 2006.

### Gradería Oeste
- Capacidad: 13 500 espectadores.

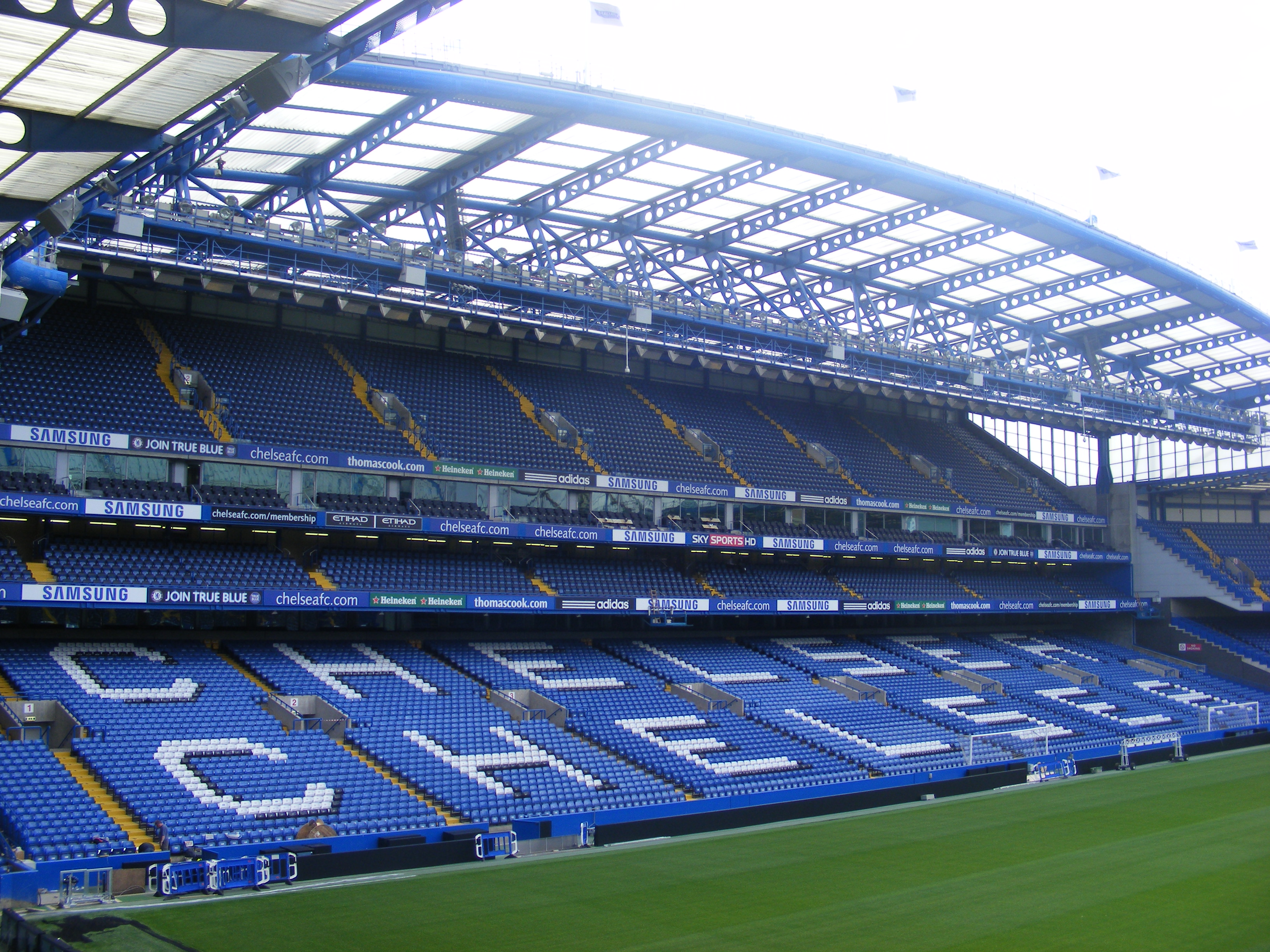
La Gradería Oeste.

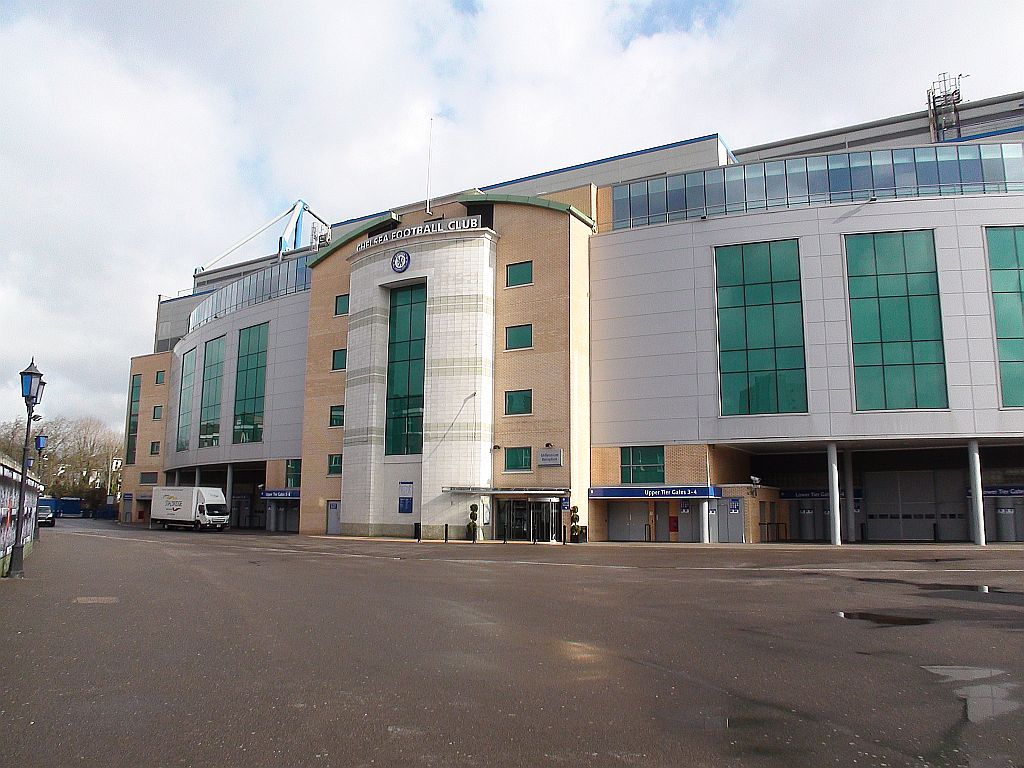
Entrada principal de la Gradería Oeste.

En la temporada 1964-65, una Gradería Oeste con asientos fue construida principalmente para reemplazar las existentes terrazas que se extendían a lo largo del lado oeste del estadio. La mayor parte de la gradería consistía en asientos plegables de madera con marcos de hierro, pero la parte frontal de esta consistía en asientos de concreto conocidos por los aficionados como "los bancos". La vieja Gradería Oeste fue demolida en 1997 y fue reemplazada por la actual gradería.
La Gradería Oeste, recientemente remodelada, se encuentra a lo largo del lado oeste del campo. Tiene tres niveles, además de una fila de palcos vip que se extienden a lo largo de la gradería. 
El nivel inferior de la gradería fue construido a tiempo y fue abierto en 1998, aunque algunos problemas con los permisos hicieron que no fuera completado en su totalidad hasta el 2001. La construcción de la gradería fue en parte responsable por la crisis financiera del Chelsea que vio a la administración del club caer, antes de que Román Abramóvich se hiciera cargo del financiamiento del proyecto. Luego de pedir un préstamo de £70 millones de los eurobonos para el financiamiento del proyecto, Ken Bates puso al club en una situación financiera peligrosa, principalmente por las condiciones de reembolso. Ahora completa, la parte externa de la gradería es la principal cara del estadio, siendo lo primero que los aficionados ven al entrar a Fulham Road. La entrada principal está flanqueada por las entradas a los palcos Spackman y Speedie, llamadas así en honor a dos antiguos jugadores del club, Nigel Spackman y David Speedie. La gradería también cuenta con la mayor capacidad en el estadio. 
En el nivel inferior se encuentra el llamado "Gran Salón", el cual es utilizado para varios eventos que se realizan en Stamford Bridge, incluida la Ceremonia del Jugador del Año. El nivel medio cuenta con 6 salones de reuniones con acceso a las graderías. Además, justo encima de ellos se encuentran los palcos vip, también conocidos como las "Millennium Suites", los cuales cuentan con aproximadamente 24 asientos cada uno y son utilizados en su mayoría por invitados especiales o por dirigentes del club. Cada salón de reuniones posee el nombre de algún famoso personaje del club:
- Tambling Suite (Bobby Tambling).
- Suite Clarke (Steve Clarke).
- Harris Suite (Ron Harris).
- Drakes' (Ted Drake).
- Bonetti (Peter Bonetti).
- Hollins (John Hollins).

En octubre de 2010, una estatua de tres metros de la leyenda del Chelsea Peter Osgood y esculpida por Philip Jackson, fue presentada por la viuda de Peter, Lynn Osgood. La estatua se encuentra ubicada en un nicho de la gradería cerca de la entrada principal. En ella, escrito por el historiador del club Rick Glanville, se puede leer:
| "STAMFORD BRIDGE TIENE MUCHOS HÉROES PERO SÓLO UN REY TÉCNICA DEPURADA • DELANTERO FRÍO ÍCONO DE LOS SWINGING SIXTIES ADORADO POR LOS AFICIONADOS • AUTOR DE GOLES INMORTALES EN FINALES DE COPA UN GRAN HOMBRE DE UNA ERA DORADA" |

## Características adicionales

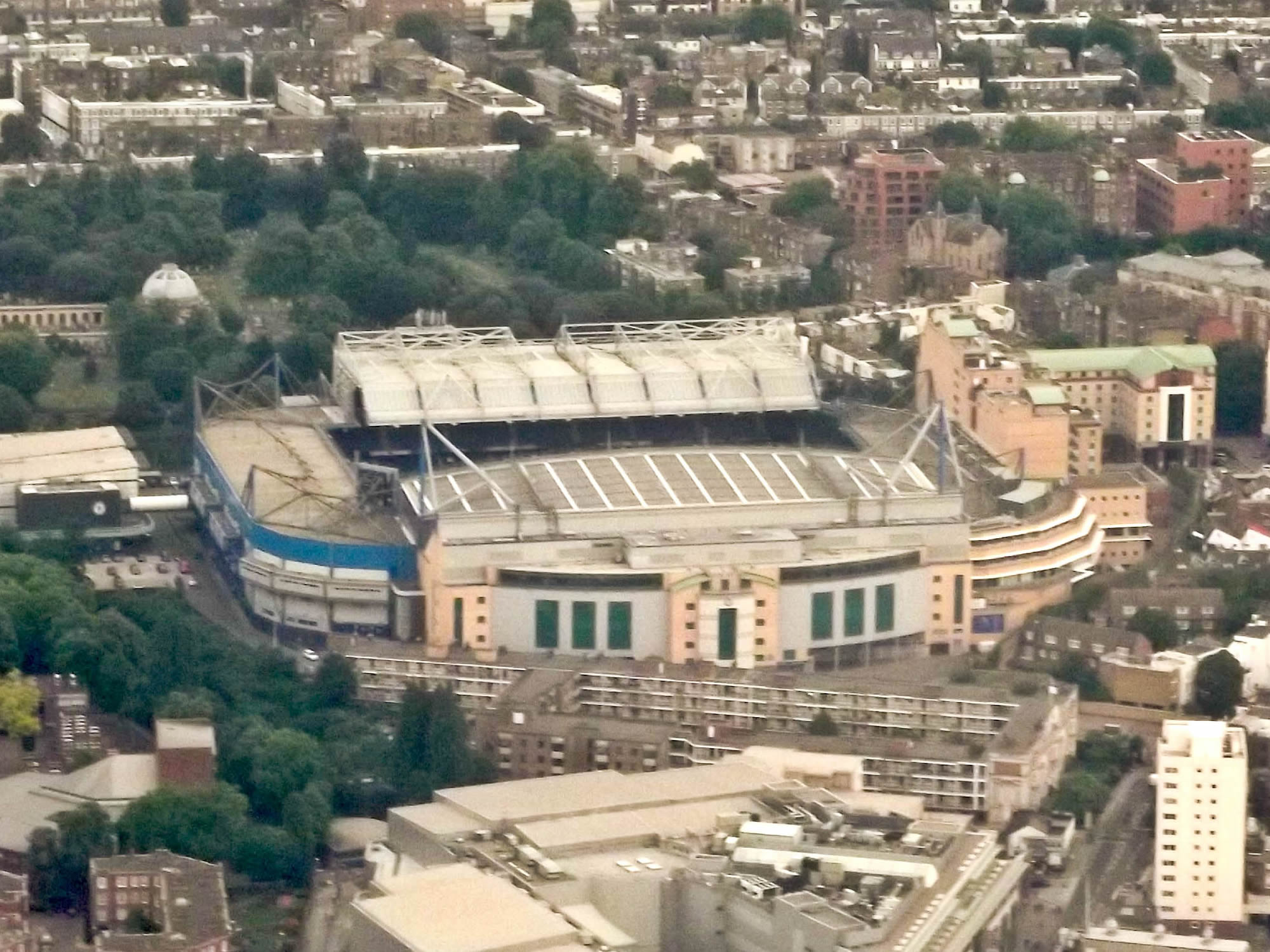
Vista aérea del estadio.

Cuando Stamford Bridge fue reconstruido en la era de Ken Bates muchas características adicionales fueron añadidas al complejo que incluye dos hoteles, apartamentos, bares, restaurantes, el Chelsea Megastore, y una atracción interactiva denominada Chelsea World of Sport. La intención es que estas instalaciones proporcionen ingresos adicionales para apoyar el fútbol de la empresa, pero tuvieron menos éxito del que se esperaba y antes de que Román Abramóvich comprara al club en 2003 y adquiriera la deuda asumida para financiar dichos proyectos fue una de las principales cargas para el club. Poco después se tomó la decisión de suprimir la organización "Chelsea Village" para centrarse en el Chelsea como un club de fútbol.

### Museo del Centenario
El año 2005 se caracterizó por la apertura de un nuevo museo del club, conocido como el Museo del Centenario de Chelsea, construido para conmemorar el centenario del club. El museo está situado en la antigua Galería del Cobertizo (The Shed Gallery). Los visitantes pueden visitar el salón y ver un vídeo donde el vicepresidente del club Richard Attenborough da un mensaje de introducción. Luego se guía década tras década a través de la historia del club para ver antiguos partidos del club, antiguas camisetas, fotos de grandes jugadores que militaron en el Chelsea y otros recuerdos.

## En el futuro
El club planea capacitar al estadio para albergar 55 000 personas todas sentadas. Debido a su ubicación en Londres cerca de un camino principal y por estar cerca de dos líneas de tren, los fanes sólo pueden entrar al Stamford Bridge a través de la entrada de Fulham Road, un lugar muy restringido en cuanto a regulaciones de higiene y seguridad se refiere. Como resultado, al club se le ha relacionado con querer mudarse de Stamford Bridge a lugares como el Earls Court Exhibition Centre, Battersea Power Station o Chelsea Barracks. Sin embargo, la organización Chelsea Pitch Owners, dueña de la plena propiedad del estadio, publicó que de ser así el club tendría que renunciar a su actual nombre Chelsea Football Club si se llegaran a mudar de Stamford Bridge. Pero al ganar su primera UEFA Champions League se ha vuelto a replantear el mudarse de su actual casa debido al corto aforo que esta tiene. Hecho que hace que tengan uno de los boletos más caros de la Premier League. Por ello los socios propietarios del estadio volverán por enésima vez a votar si se quedan en Stamford Bridge o bien construyen un estadio con capacidad para 80 000 personas en un emplazamiento del distrito de Chelsea el cual da nombre al club.
Al final, los socios del Stamford Bridge votaron a favor de una propuesta de Roman Abramovich, dueño del Chelsea, de demoler la antigua estructura y construir en esos mismos terrenos un nuevo y moderno estadio con capacidad para 60.000 aficionados, todos sentados, proyecto que recibió la aprobación del ayuntamiento de Londres. El proyecto incluye, además de la demolición del estadio, la compra de predios cercanos al mismo. Se pretendían arrancar las obras a mediados de 2018 por valor de 500 millones de libras esterlinas, siendo así el estadio más caro de Europa, para que concluyeran en 2023 o 2024 pero, de manera sorpresiva, el Chelsea anunció en un comunicado que el proyecto del nuevo Stamford Bridge queda suspendido temporalmente sin dar una fecha de reinicio, argumentando un clima desfavorable de inversión. Sin embargo, un reportaje de la BBC explica que el principal escollo de Abramovich para empezar los trabajos de remodelación era una familia vecina del actual estadio, de apellido Crosthwaite, quienes interpusieron en mayo de 2018 un recurso ante un juez para detener el proyecto, ya que están convencidos de que el nuevo estadio les dejará una sombra permanente debajo de su casa sin recibir los rayos del sol, convirtiéndose en un problema jurídico para las autoridades londinenses que ha perjudicado los planes del Chelsea de tener un nuevo estadio. El impase quedó solucionado en 2019, pero las arcas del club estaban demasiado débiles como para continuar con el proyecto dejándolo de nuevo en suspenso. La crisis económica producto de la pandemia de COVID-19 en 2020 y el dejar expirar los permisos de construcción de las autoridades en junio de ese año, enterró definitivamente el proyecto de construcción del nuevo estadio.

## Récords de asistencias
| Asistencia | Rival                   | Competición    | Fecha                   |
| ---------- | ----------------------- | -------------- | ----------------------- |
| 100.000    | Dynamo de Moscú         | Amistoso       | 13 de noviembre de 1945 |
| 82.905     | Arsenal                 | First Division | 12 de octubre de 1935   |
| 77.952     | Swindon Town            | FA Cup         | 13 de marzo de 1911     |
| 77.696     | Blackpool               | First Division | 16 de octubre de 1948   |
| 77.000     | Tottenham Hotspur       | First Division | 16 de octubre de 1920   |
| 75.952     | Arsenal                 | First Division | 9 de octubre de 1937    |
| 75.043     | Wolverhampton Wanderers | First Division | 9 de abril de 1955      |
| 74.667     | Arsenal                 | First Division | 29 de noviembre de 1955 |
| 74.365     | Birmingham City         | FA Cup         | 4 de marzo de 1931      |
| 72.614     | Arsenal                 | First Division | 3 de abril de 1953      |

## Partidos internacionales
- 11 de diciembre de 1909: Inglaterra Amateurs 9 - 1 Países Bajos.
- 5 de abril de 1913: Inglaterra 1 - 0 Escocia.
- 20 de noviembre de 1929: Inglaterra 6 - 0 Gales.
- 7 de diciembre de 1932: Inglaterra 4 - 3 Austria.
- 11 de mayo de 1946: Inglaterra 4 - 1 Suiza.
- 25 de marzo de 2013: Rusia 1-1 Brasil.

| Predecesor: Estadio Olímpico de Múnich Múnich 2012 | Final de la Liga de Campeones Femenina de la UEFA Londres 2013 | Sucesor: Estadio del Restelo Lisboa 2014 |